# Enzersdorf im langen Thale und Oberstinkenbrunn
Die Herrschaft Enzersdorf im langen Thale und Oberstinkenbrunn war eine Grundherrschaft im Viertel unter dem Manhartsberg im Erzherzogtum Österreich unter der Enns, dem heutigen Niederösterreich.

## Ausdehnung
Die Herrschaft umfasste zuletzt die Ortsobrigkeit über Enzersdorf im langen Thale, Kleinkadolz, Oberstinkenbrunn, Kleinsierndorf und Hippersdorf. Der Sitz der Verwaltung befand sich im Schloss Enzersdorf im Thale.

## Geschichte
Letzter Inhaber der Allodialherrschaft war Philipp Graf Spangen d'Huiternesse. Im Zuge der Reformen 1848/1849 wurde die Herrschaft aufgelöst.